# 大橋都希子
大橋 都希子（おおはし ときこ、旧姓：佐々木、1966年11月6日 - ）は、岩手県岩手郡滝沢村（現・滝沢市）出身のフリーアナウンサー。元中部日本放送アナウンサー。オフィス・ラダーズ所属。

## 来歴
駒澤大学法学部法律学科卒業後、1989年にCBC入社（同期は平野裕加里、竹地祐治、熊谷章洋ら）。1994年にCBC退社。青年海外協力隊に参加。ホンジュラス共和国に滞在。1997年盛岡に戻りフリーアナウンサーとして活動。その後、結婚。FM岩手を中心にパーソナリティとして活動。

## 過去の出演番組
- CBCニュースワイド（CBCテレビ）
- 中部財界新春サロン（CBCテレビ）
- はいぱるシンちゃん これかラジオ（CBCラジオ） - 2代目アシスタント
- サンデーミュージックシャワー（CBCラジオ）
- 朝のペパーミントタイム（FM岩手）
- MAX WAVESCAPE（FM岩手）
- 信用取引トレジャークラブ（ラジオNIKKEI）
- 聴く日経（ラジオNIKKEI）